# Sordesa mitocondrial
La sordesa neurosensorial no sindròmica d'inici tardà, també anomenada sordesa mitocondrial, és una malaltia que implica la pèrdua de l'audició associada a una alteració genètica, la mutació A1555G del DNA (àcid desoxiribonucleic) mitocondrial. També està altament vinculada a l'acció ototòxica dels aminoglicòsids. Aquesta s'entén com a l'efecte nociu que certes substàncies exerceixen a l'oïda. En ser causada per factors genètics, és important identificar antecedents familiars, en els que s'està segregant aquesta alteració genètica per realitzar mesures preventives per preservar el correcte funcionament del sistema auditiu. La prevalença d'aquesta malaltia és baixa, ja que és una patologia no sindròmica, és a dir, té una difícil detecció a simple vista pels metges d'atenció primària.

## Herència Mitocondrial

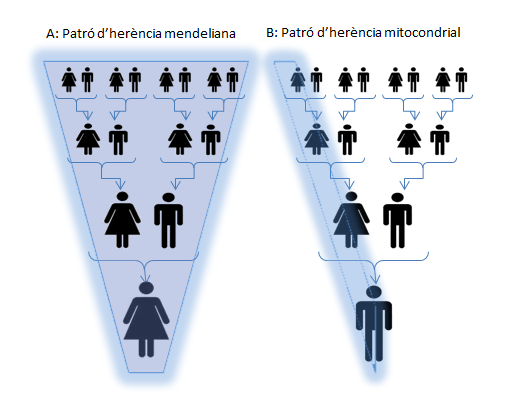
Patró d'herència mendeliana i mitocondrial

En les cèl·lules animals, incloses les de l'espècie humana, es pot trobar DNA en dos compartiments cel·lulars diferents: en el nucli cel·lular i en els mitocondris. El DNA nuclear està format per gens procedents dels gàmetes del pare i de la mare que es combinen per crear un individu únic i característic. En canvi, els mitocondris, que ja es troben en el zigot, són únicament aportats per l'òvul (gàmeta femení), és a dir, provenen exclusivament i són idèntics als mitocondris de la mare. Per tant, els patrons d'herència de la descendència de l'ADN nuclear i mitocondrial són diferents.
En el cas de l'herència mitocondrial, quan una mare transmet un gen mutat als seus fills, tant del gènere masculí com del femení, tan sols les descendents noies podran transmetre aquesta informació genètica als seus fills en la següent generació. La mutació es transmetrà mitjançant la línia materna, ja que durant la fecundació l'òvul detecta el DNA mitocondrial patern (provinent de l'espermatozou) com un antigen extern i és selectivament destruït. La repartició aleatòria dels mitocondris normals i mutats a les cèl·lules filles dona lloc a la segregació mitòtica, les molècules de DNA es poden repartir en tres situacions diferents: homoplàsmia mutada, heteroplàsmia o homoplàsmia normal. En els casos d'homoplàsmia totes les còpies de DNA mitocondrial són iguals, i en canvi, en l'heteroplàsmia s'hi troben genotips combinats, mutats i no mutats. El fenotip clínic de la mutació puntual depèn de la proporció relativa de genoma sa i mutat. L'efecte llindar fa referència a la proporció de DNA mutat necessari perquè es produeixi una disfunció dels òrgans o teixits per alteració del metabolisme oxidatiu. Aquest concepte depèn de la vulnerabilitat específica de cada òrgan o teixit i de la seva dependència al metabolisme oxidatiu.

## Mutació A1555G
El funcionament de l'oïda humana es troba estretament relacionat amb la fosforilació oxidativa que es duu a terme als mitocondris. Moltes de les mutacions moleculars que provoquen la pèrdua de l'audició es troben en el gens 12S del rRNA i en els tRNA. Aquestes mutacions juntament amb moltes d'altres que es troben en el DNA mitocondrial són conseqüència de la baixa activitat de reparació que té el mitDNA, que no es trobi associat a histones i per acabar, que estigui exposat constantment als radicals que es desprenen de la cadena respiratòria dels mitocondris. La mutació A1555G es troba en la regió molt estable del gen 12S rRNA. Aquest fragment és molt important en la síntesi de la subunitat petita dels ribosomes i també, de l'acció dels aminoglicòsids que són antibiòtics d'espectre ampli. Aquesta mutació consisteix en la mutació molecular de l'adenina per un nucleòtid de guanina. Aquest canvi de nucleòtid fa que interaccioni amb la citosina que es troba en la posició 1494, nucleòtid el qual també pot patir mutacions moleculars i permutar la citosina per una timina o uracil segons si ens trobem al DNA o RNA. Aquesta transició de bases provoca que l'estructura secundària del 12S rRNA variï i afecti a la síntesi de proteïnes. A més a més, aquest nou parell de bases que es formen origina un lloc amb major afinitat pels aminoglicòsids. Alguns estudis han demostrat que l'afinitat de la mutació per aquestes substàncies augmenta degut a l'administració d'una dosi elevada d'antibiòtic; tot i que, la gravetat varia segons l'individu. Aquesta major afinitat transforma la zona de descodificació del ribosoma en hipersusceptible i provoca que aquests perdin fidelitat de translació induint, així, a la pèrdua del procés de síntesi proteic.
Altres estudis també han demostrat que els aminoglicòsids tenen major afinitat per enllaçar-se amb els ribosomes mitocondrials que amb els eucariòtics., Així doncs, la susceptibilitat dels mitocondris es veu condicionada per dos mecanismes que actuen alhora i que són l'increment d'afinitat amb els seus ribosomes i la ineficiència dels ribosomes que es troba ja de per si mutats. Els aminoglicòsids es concentren en els fluids de la còclea, quan s'administra una dosis elevada, augmentant l'ototoxicitat. L'acumulació d'aquestes substàncies inhibeix la síntesi mitocondrial de proteïnes a conseqüència de la seva interacció amb el gen i, a més a més, causa el descens de l'ATP en les cèl·lules que es troben a la còclea. Totes aquestes alteracions, juntament amb defectes a la cadena respiratòria que incrementen la generació de radicals, provoquen l'apoptosi de les cèl·lules de l'oïda i en conseqüència, apareix la pèrdua d'audició.

## Simptomes
La pèrdua auditiva produïda per l'ototoxicitat dels aminoglicòsids és generalment postlingual i evoluciona de manera progressiva. No existeixen signes i símptomes associats, de manera que es tracta d'una sordesa no sindròmica o aïllada. Com que es deu a la toxicitat coclear, generalment s'inicia amb tinitus (sensació de so continuat a la campaneta), i disminució de la percepció del so en l'espectre d'alta freqüència, que està fora del marge de conversació, pel que la persona afectada no s'adona del deteriorament inicial. Això es pot acompanyar d'un quadre vertiginós. A mesura que evoluciona el dany auditiu, hi haurà menys percepció de sons en el marge inferior de freqüències, el que dificulta la comunicació. L'aportació de l'interrogatori al diagnòstic és de gran valor, ja que a més a més de la història de la malaltia, es recullen antecedents familiars de pèrdua auditiva per via materna. Això es demostra a través de la confecció d'un arbre genealògic, almenys, de tres generacions on s'observa la transmissió exclusiva de mares a fills, independentment del sexe d'aquests. Són de gran importància la valoració audiològica i, fonamentalment, la identificació de la mutació A1555G en els estudis moleculars, que permeten realitzar el diagnòstic amb certesa.

## Epidemiologia
La pèrdua d'audició (hipoacúsia o sordesa) és el trastorn sensorial més comú. Afecta a 1 de cada 1.000 nadons i al 10% de persones amb més 65 o més anys. La pèrdua d'audició pot ser causada per factors genètics i factors ambientals. Mutacions d'un sol gen poden també conduir a una pèrdua d'audició. S'estima que més del 50% dels casos pediàtrics tenen una etiologia genètica amb herència autosòmica dominant, autosòmica recessiva, lligada al cromosoma X o herència mitocondrial. Hi ha dues formes de sordesa, la que inclou més síndromes (pèrdua d'audició en combinació amb altres anormalitats) o en la que només es dona la pèrdua d'audició. Tot i que la majoria dels casos de pèrdua d'audició hereditària es deu a defectes en els gens nuclears, els gens mitocondrials també representen un paper important. Les mutacions al DNA mitocondrial (DNAmt) poden causar els dos tipus de sordesa i es troben en un 5% dels pacients.

## Diagnòstic
El diagnòstic de la sordesa neurosensorial no sindròmica de començament tardà es basa en la identificació de la mutació del gen 1555 del DNA mitocondrial. El procediment a seguir comença amb una extracció de sang, en la qual s'apliquen dilucions i centrifugacions per tal d'aconseguir l'aïllament del DNA de la mostra. Posteriorment, es procedeix a l'addició de primers, és a dir, seqüències d'oligonucleòtids complementaris als extrems del DNA obtingut i s'inicia la reacció en cadena polimerasa (PCR), la finalitat de la qual és obtenir un gran nombre de còpies a partir d'un fragment de DNA particular per tal de facilitar l'anàlisi d'aquest. Abans de procedir amb la reacció en cadena polimerasa, es duu a terme una purificació de la mostra mitjançant la tècnica d'electroforesi, que permet separar molècules basant-se en propietats de mida, forma i punt isoelèctric i finalment s'apliquen un conjunt de substàncies per retirar les restes de tampons utilitzats anteriorment. Per acabar, es realitzen un conjunt de tècniques bioquímiques per tal de fer una seqüenciació del DNA, és a dir, determinar l'ordre dels nucleòtids en un oligonucleòtid de DNA, que servirà per determinar l'aparició o no de la mutació del DNA mitocondrial causant de la malaltia (substitució d'una guanina per una adenina en la base 1555).

## Prevenció
Com que la pèrdua auditiva en persones portadores de la mutació A1555G està directament relacionada amb l'edat i sobretot amb el tractament amb aminoglicòsids, la prevenció de la sordesa mitocondrial es basa a vigilar i tenir cura de l'ús d'aminoglicòsids, els quals impedeixen el bon funcionament per a la producció d'ATP en cèl·lules ciliades de la còclea. La millor via d'actuació per a l'aplicació d'un tractament amb aminoglicòsids, presents en algun tipus d'antibiòtics, seria la realització del procediment indicat a l'apartat de diagnòstic per tal de precisar si la persona és portadora o no de la mutació, però en cas que no fos possible, s'hauria d'investigar els antecedents familiars de sordesa i la possible transmissió d'aquesta per via materna.
Estudis realitzats corroboren el fet que persones portadores de la mutació que no han estat exposades a un tractament amb aminoglucòsids presenten una audició normal o una lleugera pèrdua auditiva, amb variabilitat en funció de l'edat. Per tant, amb el seguiment de les indicacions anteriors, es podria evitar o retardar l'aparició de pèrdua auditiva en aquestes persones. En el cas extrem que fos imprescindible la prescripció d'un tractament amb medicaments contingents d'aminoglicòsids, s'hauria de procedir a l'establiment d'un balanç de beneficis i riscos.

## Altres Mutacions
| Mutació | Funcionament | Conseqüència |
| ------- | --- | --- |
| C1494T  | La transició de la base C a la T formaria un nou emparellament de bases U-A que es troba en l'extrem aminoacil del tRNA i que funciona igual que la mutació A1555G.                                     | Aquesta mutació es creu que és un factor primari relacionant amb la pèrdua d'audició que podria tenir un paper important en l'expressió fenotípica d'ella mateixa. |
| T1095C  | La transició de T-a-C interrompria un aparellament de bases conservades evolutivament que es troben en el bucle que forma la hèlix-25 del 12S rRNA.                                                     | Aquesta mutació causa tant la sordesa sindròmica com no sindròmica. |
| ET961C  | Es produeix la deleció del nucleòtid T que es troba en aquesta posició combinat amb un increment de nucleòtids C envoltant-la.                                                                          | Aquesta mutació està relacionada amb la discapacitat auditiva. Això es deu al fet que es veu alterada l'estructura terciària i quaternària de l'estructura del RNA afectant indirectament la unió dels aminoglucòsids i, en conseqüència, en la traducció mitocondrial.                             |
| A827G   | La mutació es troba en l'extrem amino del 12S rRNA mitocondrial. | Es creu que aquesta mutació afecta el funcionament del mitocondri. |
| A7445G  | Aquesta mutació es coneix com a canvi silenciós del nucleòtid del gen COI que es troba en la cadena pesada i dels nucleòtid adjacent de l'extrem 3' del gen de tRNA que es troba en la cadena lleugera. | Aquesta mutació es creu que afecta el processament normal de la cadena policistrònica lleugera del RNA i provocaria el descens dels nivells tant de tRNA com del ND6 mRNA cotranscrit. Aquestes canvis afecten a la síntesi de proteïnes mitocondrials i en la respiració de les cèl·lules mutades. |
| 472insC | Es tracta d'una mutació en el tRNA que afectaria als nivells d'aquest en les cèl·lules que contenen la mutació.                                                                                         | Aquesta mutació provoca, de per sí, la pèrdua d'audició però quan es troba en abundància pot arribar a causar disfuncions neurològiques. |
| T510C   | Es basa en la transició del nucleòtid T per un de C en un dels gens que codifica tRNA | Aquesta mutació interrompria l'aparellament de bases en l'extrem acceptor del tRNA provocant, així, la disfunció mitocondrial. |
| T7511C  | | La mutació es troba associada a la sordesa mitocondrial no sindròmica d'inici tardà. Aquesta mutació es creu que es veu afectada per factors genètics i/o ambientals. |
| G7444A  | La mutació consisteix en la substitució d'un nucleòtid de guanina per un de adenina. | Aquesta mutació és adjacent a l'extrem endonucleòtid 3' que es troba a la cadena L del precursor de RNA i provoca el defecte en el processament i la disfunció mitocondrial. |